# Dobritz
Dobritz este o comună din landul Saxonia-Anhalt, Germania.